# Ивановка (Купянский район)
Ива́новка (укр. Іва́нівка) — село в Ягодненском сельском совете Купянского района Харьковской области Украины.
Код КОАТУУ — 6323782004. Население по переписи 2001 года составляет 135 (70/65 м/ж) человек.

## Географическое положение
Село Ивановка находится между сёлами Ягодное и Степовая Новоселовка. На расстоянии 2 км находится железнодорожная станция Кисловка.

## История
- 1900 год — дата основания.

## Экономика
- Свино-товарная ферма.